# 长节耳草
长节耳草（学名：Hedyotis uncinella）为茜草科耳草属下的一个种。

## 扩展阅读
- 維基物種上的相關：长节耳草